# 摩西·萨夫迪
摩西·萨夫迪（希伯來語：‎，1938年7月14日—），加拿大籍的以色列裔建筑师、城市设计师、教育家、理论家和作家。
萨夫迪的成名作是蒙特利尔的地标“栖息地67”，这为他铺平了国际发展的道路。

## 生平
萨夫迪出生于海法的一个叙利亚犹太人家庭，1954年举家搬迁至加拿大蒙特利尔。1959年萨夫迪与Nina Nusynowicz结婚，夫妻育有一对儿女。
1961年，萨夫迪从麦吉尔大学毕业，获得建筑学位。1981年萨夫迪与摄影师Michal Ronnen结婚，两人育有两个女儿。萨夫迪还是美国零售服装品牌American Apparel创始人和前首席执行官Dov Charney的叔叔。

## 建筑风格

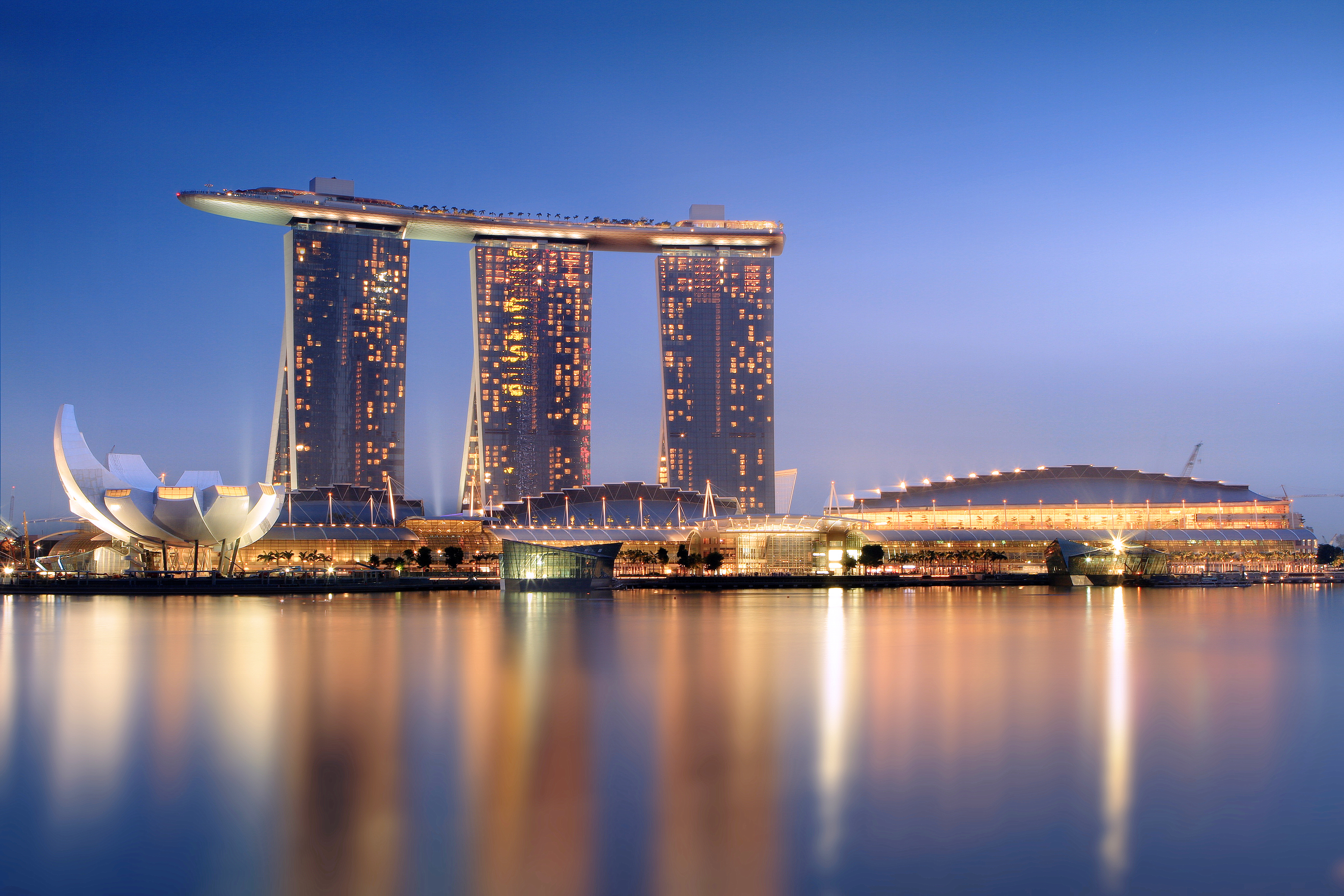
新加坡滨海湾金沙酒店

摩西·萨夫迪的作品以其充满戏剧性的曲线、几何图案阵列、窗户的使用以及开放的绿色空间的设置而闻名。他的作品强调创造出有意义、具有包容性的空间以增强社区功能，并且特别注重各地区地理和文化上的内涵。
萨夫迪形容自己是一名现代主义者。

## 奖项和荣誉
- 美国建筑师学会金奖
- 加拿大勋章
- 加拿大皇家建筑师学会（英语：Royal Architectural Institute of Canada）金奖

## 建筑作品

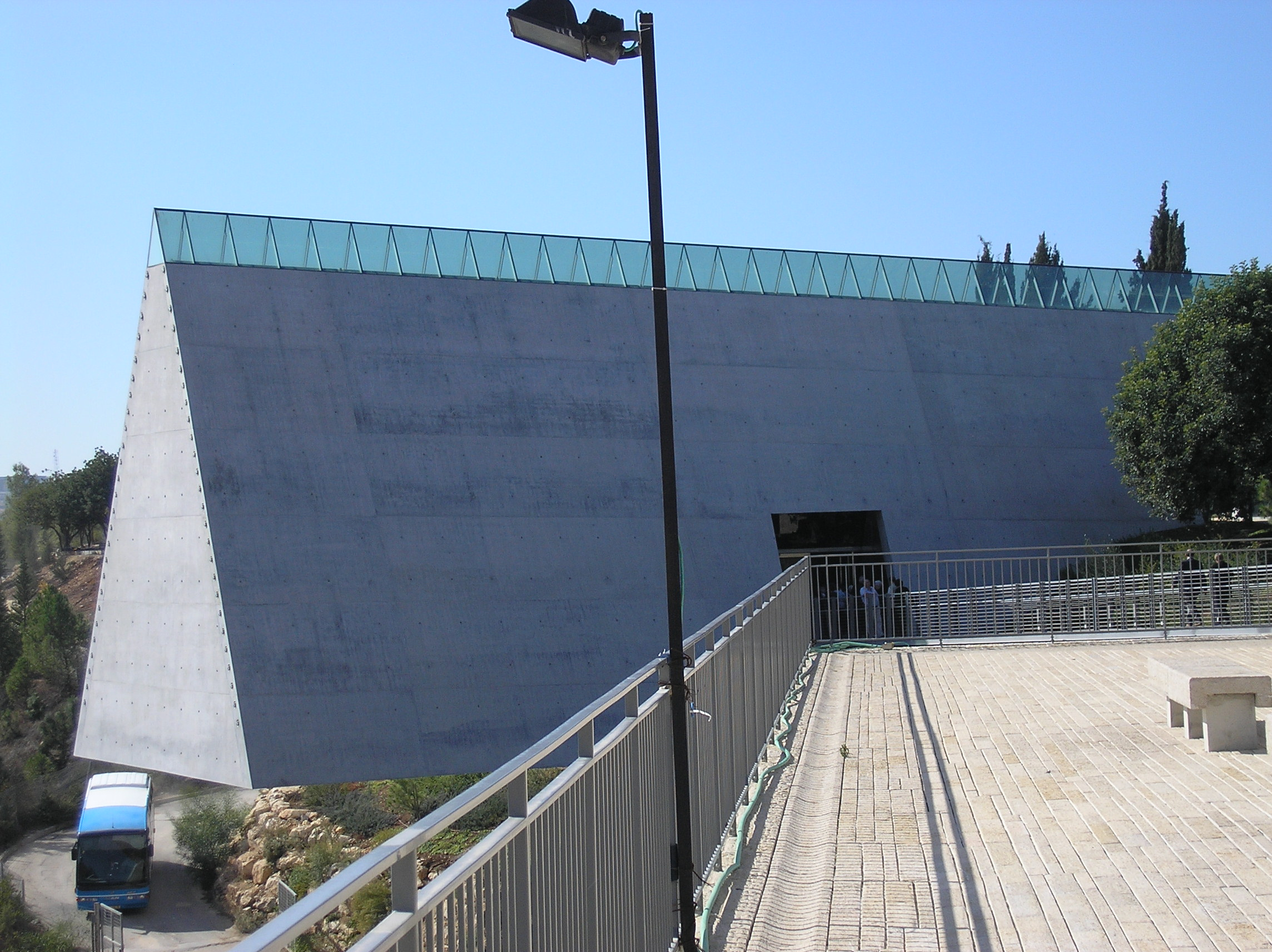
以色列犹太大屠杀纪念馆

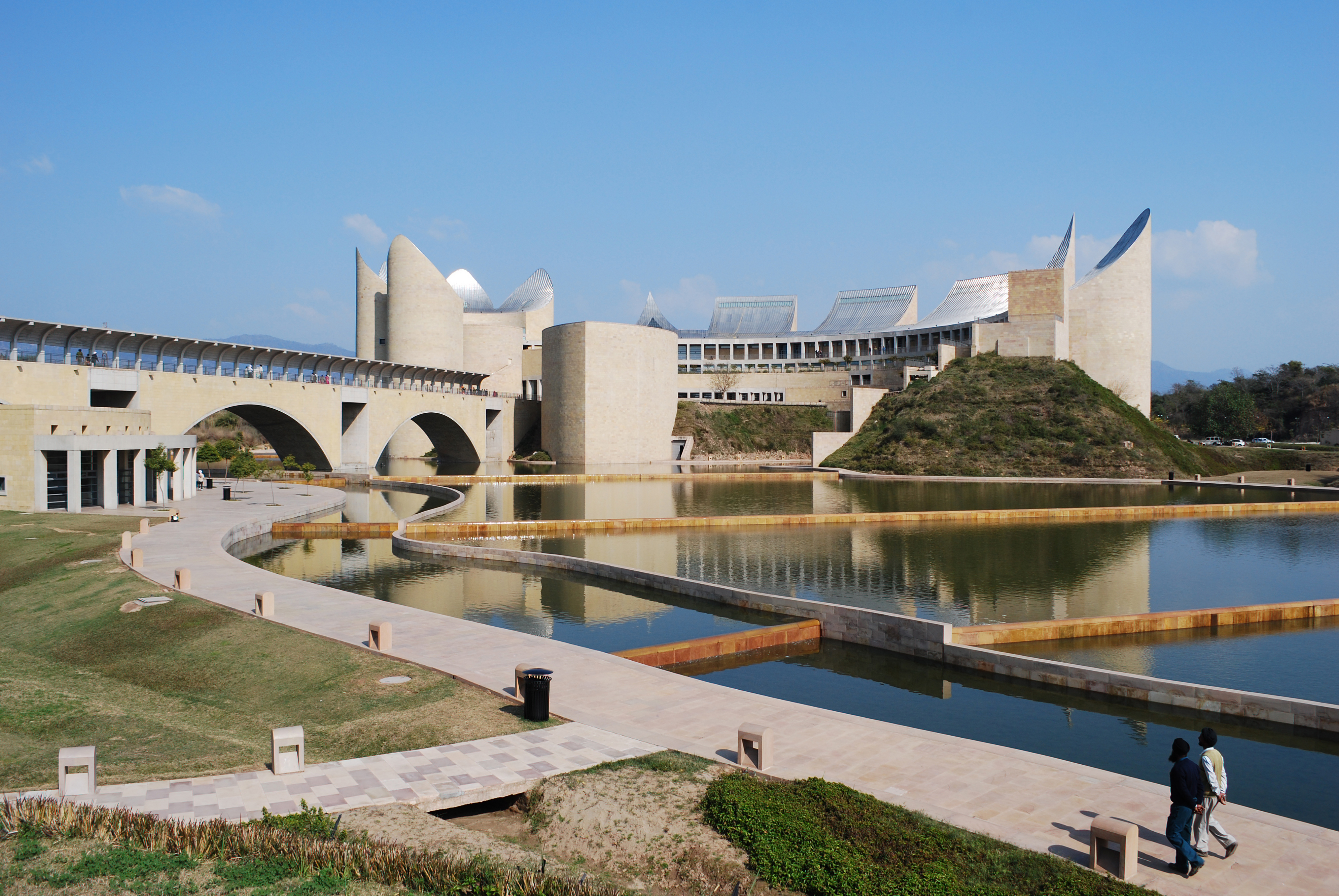
印度卡尔沙遗产中心

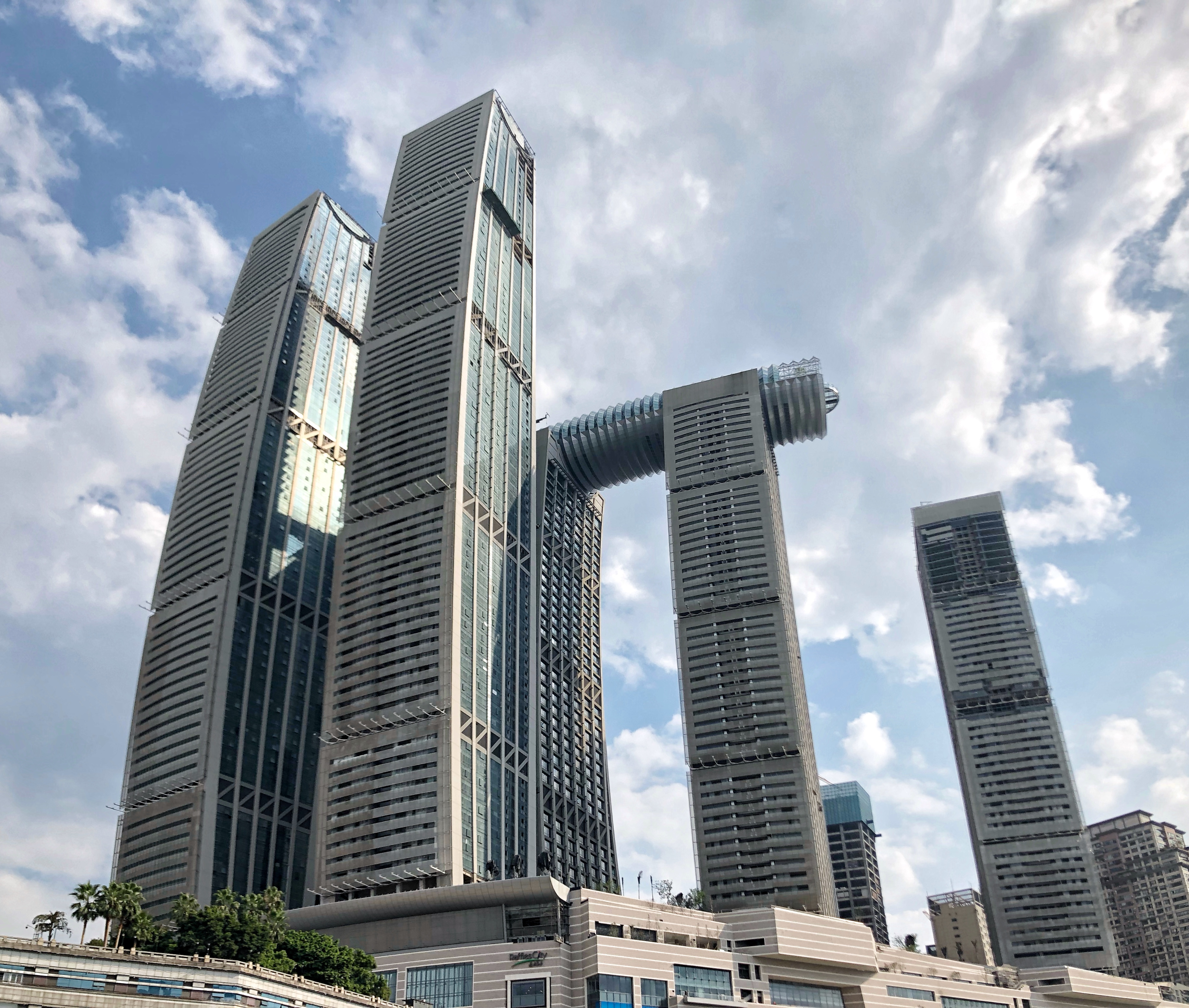
重庆来福士广场

- 1967年：加拿大魁北克省蒙特利尔1967年世界博览会“栖息地67”
- 1980年：澳大利亚昆士兰州Robina Gold Coast City[6]
- 1981年：美国马里兰州巴尔的摩Coldspring New Town
- 1987年：加拿大魁北克市魁北克文明博物馆
- 1988年：加拿大安大略省渥太华加拿大国立美术馆
- 1988年：以色列耶路撒冷希伯来协和学院
- 1989年：以色列莫迪因马加比勒特城市规划方案
- 1989年：美国马萨诸塞州剑桥Esplanade公寓大楼
- 1991年：加拿大魁北克省蒙特利尔美术馆Jean-Noël Desmarais分馆
- 1992年：美国马萨诸塞州剑桥哈佛商学院1959级礼拜堂（英语：The Class of 1959 Chapel）
- 1993年：以色列耶路撒冷玛米拉中心和大卫村
- 1994年：加拿大安大略省渥太华前市政厅
- 1995年：加拿大不列颠哥伦比亚省温哥华公共图书馆广场
- 1995年：加拿大不列颠哥伦比亚省温哥华表演艺术中心
- 2002年：美国马萨诸塞州牛顿希伯来学院
- 2003年：美国马萨诸塞州塞勒姆皮博迪·埃塞克斯博物馆（英语：Peabody Essex Museum）[7]
- 2003年：美国犹他州盐湖城市公共图书馆（英语：Salt Lake City Public Library）主馆
- 2003年：美国加利福尼亚大学圣迭戈分校埃莉诺·罗斯福学院（英语：Eleanor Roosevelt College）校区
- 2003年：加拿大安大略省多伦多Pantages Tower
- 2004年：以色列特拉维夫本-古里安国际机场3号航站楼空侧建筑
- 2005年：以色列耶路撒冷犹太大屠杀纪念馆
- 2006年：美国乔治亚州萨凡纳特尔费尔艺术博物馆（英语：Telfair Museum of Art）
- 2007年：加拿大多伦多皮尔逊国际机场1号航站楼
- 2008年：美国华盛顿特区烟酒枪炮及爆炸物管理局总部
- 2009年：孟加拉国吉大港市亚洲女子大学[8]
- 2009年：以色列耶路撒冷玛米拉市场
- 2010年：以色列特拉维夫伊扎克·拉宾中心（英语：Yitzhak Rabin Center）
- 2010年：新加坡滨海湾金沙酒店
- 2011年：美国华盛顿特区美国和平协会总部（英语：United States Institute of Peace Headquarters）
- 2011年：美国密苏里州堪萨斯市考夫曼表演艺术中心（英语：Kauffman Center for the Performing Arts）
- 2011年：美国阿肯色州本顿维水晶桥美国艺术博物馆
- 2011年：印度旁遮普邦阿南德普尔萨希布卡尔沙遗产中心（英语：Virasat-e-Khalsa）
- 2013年：美国加利福尼亚州洛杉矶Skirball文化中心
- 2012年：新加坡天空住宅[9]
- 2012年：以色列耶路撒冷以色列文物局Schottenstein园区
- 2013年：斯里兰卡科伦坡Altair Towers
- 2019年：重庆来福士广场

## 出版作品
- Beyond Habitat (1970)
- For Everyone A Garden (1974)
- Form & Purpose (1982)
- Beyond Habitat by 20 Years (1987)
- Jerusalem: The Future of the Past (1989)
- The City After the Automobile: An Architect's Vision (1998)[10]
- Yad Vashem - The Architecture of Memory (2006)[11]
- 《攜手克服逆境：新加坡以色列建交50年》（2019年），專章作者

## 延伸阅读
- Goldberger, Paul; Sorkin, Michael; Rowe, Peter G.; Rybczynski, Witold; Sadfie, Moshe. . Images Publishing Dist Ac. 2009. ISBN 9781864701623 （英语）.
- Group, Images Publishing. . Images Publishing Dist Ac. 2009. ISBN 9781864701630 （英语）.
- Albrecht, Donald; Goldhagen, Sarah W. . Scala Arts Publishers Inc. 2010. ISBN 9781785510281 （英语）.
- . Washington, D.C.: n/a. 2011. ISBN 9781601270887 （英语）.
- Safdie, Moshe.  1. ORO Editions. 2013. ISBN 9780981985763 （英语）.
- Safdie, Moshe. . Images Publishing Dist Ac. 2014. ISBN 9781864705591 （英语）.